# Goelette Island (Cosmoledo)
Goelette Island oder Ile Goëlette (dt.: „Insel der Seeschwalben/des Schoners“) ist eine kleine Insel der Seychellen.

## Geographie
Die Insel liegt nördlichen Riffsaum des Atolls Cosmoledo in den Outer Islands zwischen Grand Polyte Island im Osten und der Île du Trou im Westen. Auf manchen Karten werden North Goëlettes und South Goëlettes als separate Inselchen ausgewiesen. Insgesamt hat das Motu eine Länge von nur ca. 400 m und eine Fläche von ca. 2,8 ha.